# Chiesa dei Santi Fabiano e Sebastiano (Fara Novarese)
La chiesa dei Santi Martiri Fabiano e Sebastiano è l'attuale parrocchiale di Fara Novarese, in provincia e diocesi di Novara, ed è ubicata nella piazza al centro del paese. Si tratta di un edificio in stile barocco più volte modificato, con campanile sul lato destro e nartece a sette arcate. L'interno è scandito in tre navate. Al lato sinistro della parrocchiale sono addossati altri edifici di epoche diverse: l'oratorio di Santa Marta, lo scurolo di san Damiano, il battistero ottagonale.

## Storia
La prima notizia dell'esistenza di una chiesa dedicata ai santi Fabiano e Sebastiano si estrapola da una visita pastorale senza data ma sicuramente anteriore al 1569: il Vescovo impartì l'ordine agli Homines Farae di non conservare più l'eucaristia nella chiesa di San Pietro e Paolo, ritenuta campestre, ma nella chiesa dei santo Fabiano e Sebastiano. Qui venne collocato anche il fonte battesimale.

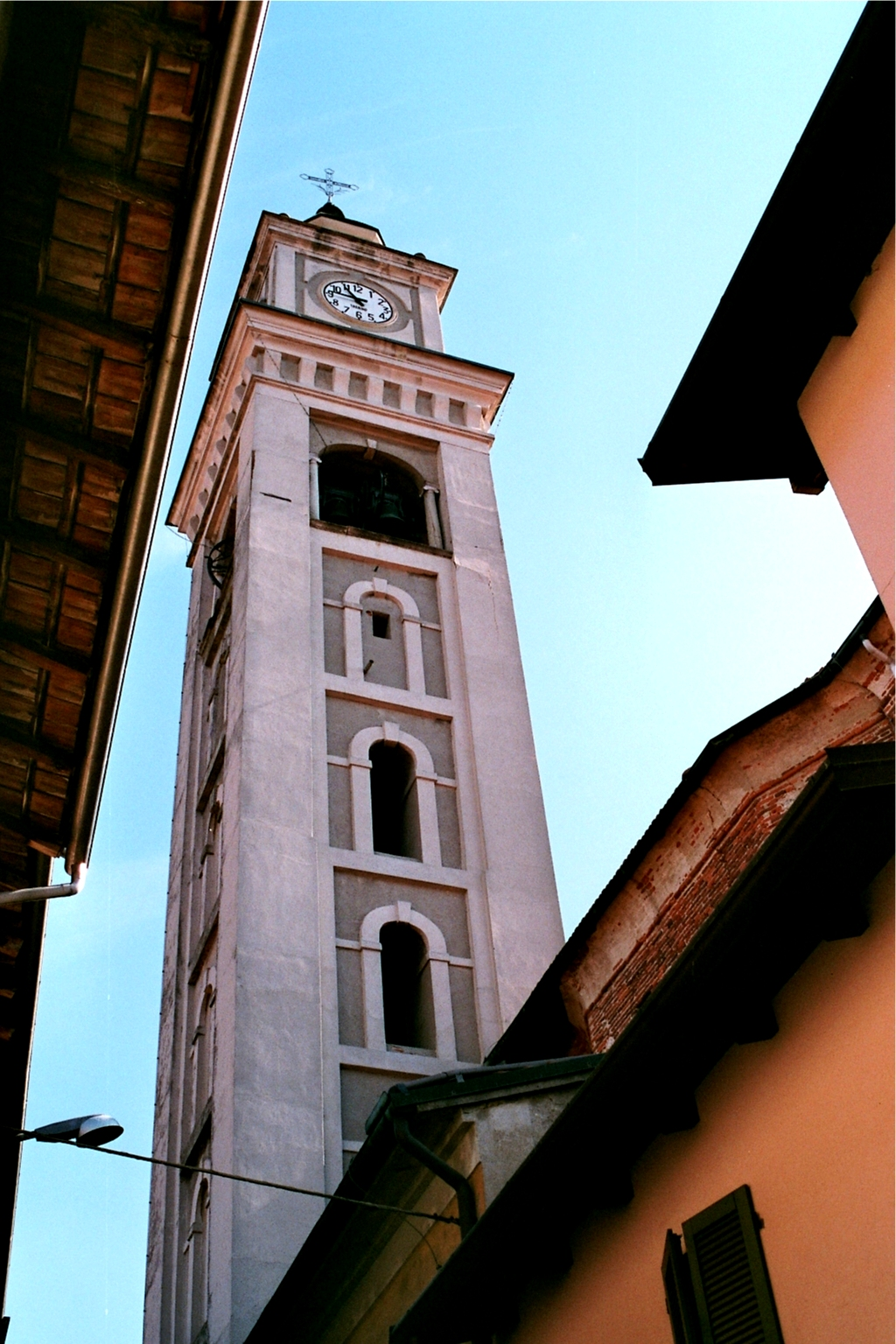
L'odierno campanile.

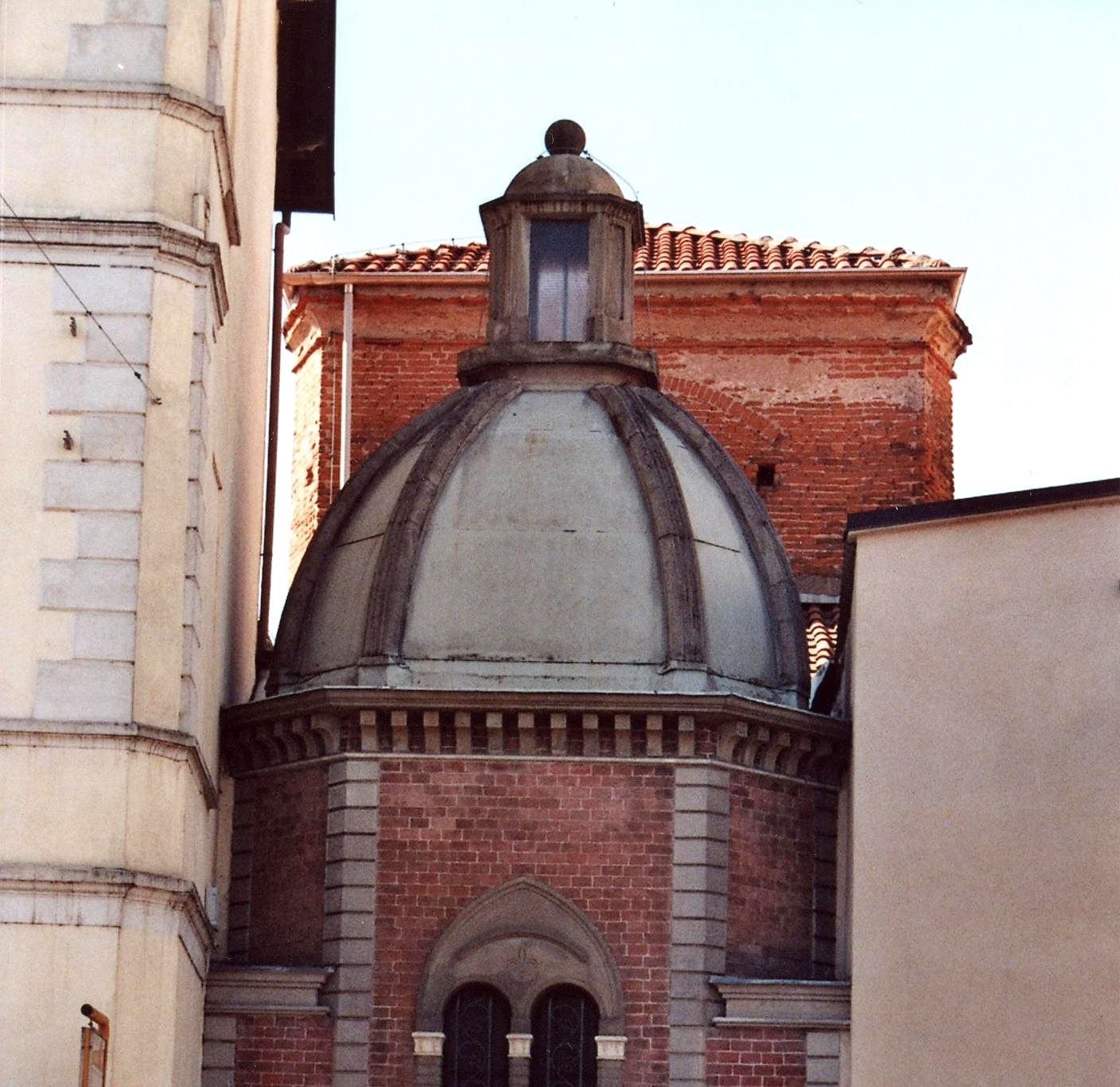
Il battistero di Eugenio Reale visto dalla piazza. Dietro la cupola s'intravedono le strutture esterne dello scurolo di San Damiano.

In una seconda visita pastorale del canonico Michelangelo Marchesi, inviato dal vescovo Bascapè il 20 dicembre 1598, la chiesa viene descritta come scura, indecorosa ed orientata a settentrione. Si trattava di una mononave absidata con tetto di tegole a vista. Al suo interno, oltre l'altare maggiore, ve ne era un secondo dedicato a sant'Anna e a sant'Agata. Il campanile era posto al di fuori dell'edificio sul lato della facciata, conteneva due campane datate 1581 e 1593.
L'attuale chiesa venne costruita sulla precedente tra il 1601 ed il 1616. Il progetto originale fu affidato all'architetto e frate cappuccino Cleto da Castelletto Ticino, progettista anche del Sacro Monte di San Francesco ad Orta. Per problemi di spazio, si scelse di orientare la chiesa con l'altare ad ovest anziché, canonicamente, ed est, pur di mantenere la facciata sulla piazza centrale dell'abitato. L'edificio venne incassato in modo da risparmiare l'antico oratorio di Santa Marta, al quale si addossò il presbiterio.
La pianta era pressoché quadrata, divisa in tre navate intervallate da due gruppi di tre colonne di serizzo.
In origine gli altari erano tre: l'altare maggiore, fiancheggiato, a nord, da un secondo altare dedicato, nuovamente, a sant'Anna e a sant'Agata, ed a sud da uno dedicato al Rosario. Nella facciata era stato inglobato l'antico campanile della primitiva chiesa ed era stato realizzato un primo portichetto a due colonne che proteggeva soltanto la porta centrale.
Nel 1698 si cominciarono i lavori della nuova torre campanaria, attualmente esistente, sul lato destro dell'edificio, occupante probabilmente lo spazio del primitivo battistero. Contemporaneamente venne allargato il portico creando l'attuale nartece sporgente sulla piazza.
Nel 1745 venne aggiunta una cappella dedicata al santo martire Damiano, realizzata per custodire le reliquie del santo giunte a Fara alla metà del XVII secolo.

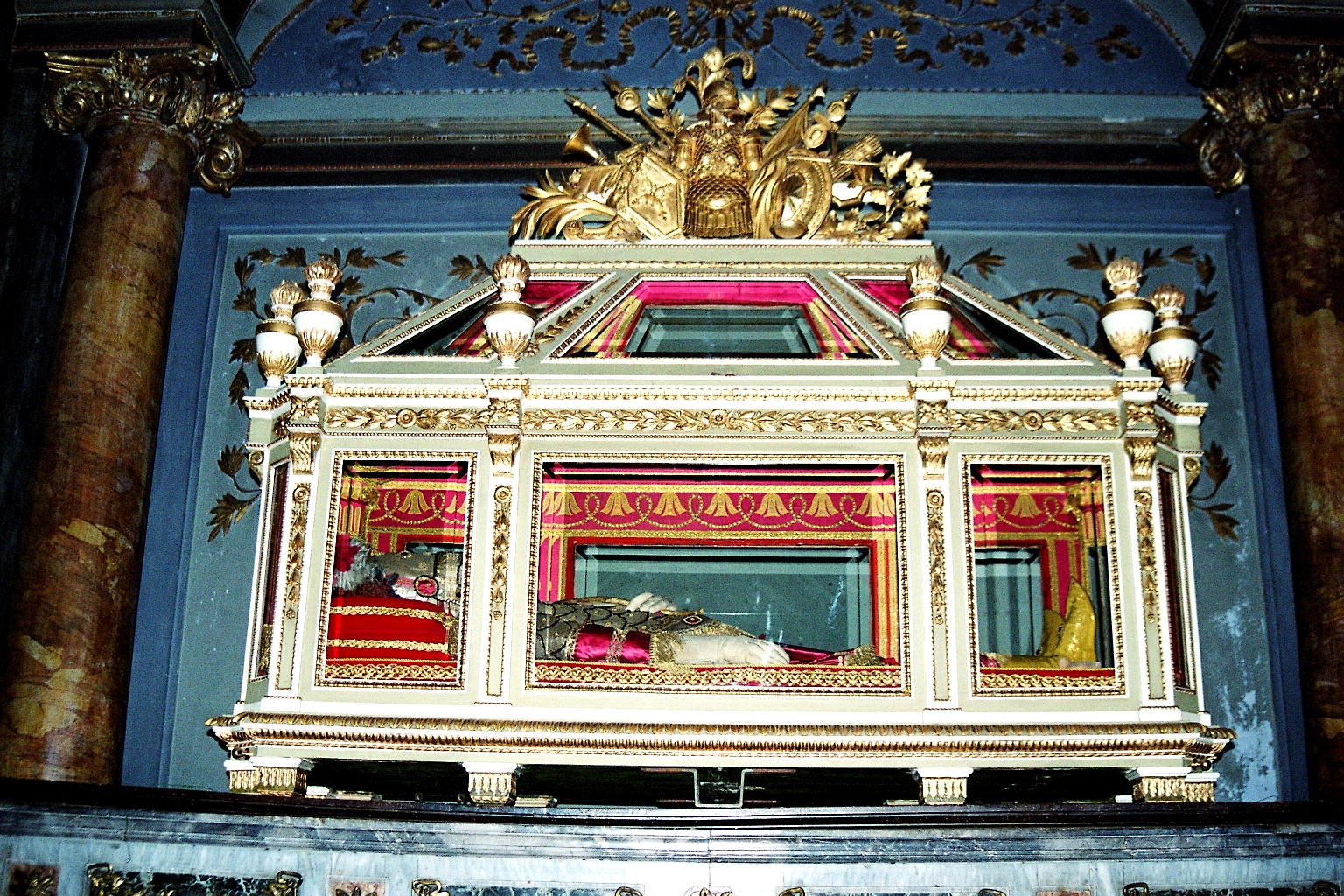
L'urna con i resti di san Damiano

Data la forte affluenza di pellegrini, si sentì l'esigenza di creare una sistemazione più strutturata dove accogliere il corpo del Santo. Nel 1787 s'iniziarono i lavori per la costruzione dello scurolo, una cappella rialzata di forma rettangolare lungo il fianco sinistro della parrocchiale. L'opera risultò molto dispendiosa: i lavori, diretti dall'architetto Luigi Orelli di Novara, si protrassero per molti anni. Il progetto prevedeva un altare rialzato sul quale adagiare l'urna del Santo ed una grata aperta sul fondo della precedente cappella di San damiano che permettesse la vista dei resti dalla navata sinistra della chiesa.
I lavori vennero conclusi nel 1801, il corpo di san Damiano venne trasportato nella sua posizione definitiva l'anno successivo. Ancora oggi, lo scurolo permette la vista dell'urna con i resti del Martire direttamente dalla navata sinistra della chiesa, attraverso una finestra a grata.
Nei primi del novecento venne incastrato tra lo scurolo e la piazza un piccolo battistero ottagonale neogotico sormontato da cupola e lanterna, opera del Geom. Eugenio Reale di Fara Novarese.

## Arte
Sul portale centrale, nella mezzaluna, vi è un affresco del 1621 raffigurante San Fabiano e san Sebastiano del pittore valsesiano Cristoforo Martinolio detto il Rocca di Roccapietra, allievo del Morazzone.
Del 1621, sono le porte lingee della facciata della chiesa, del maestro Battista del Grosso di Campertogno.

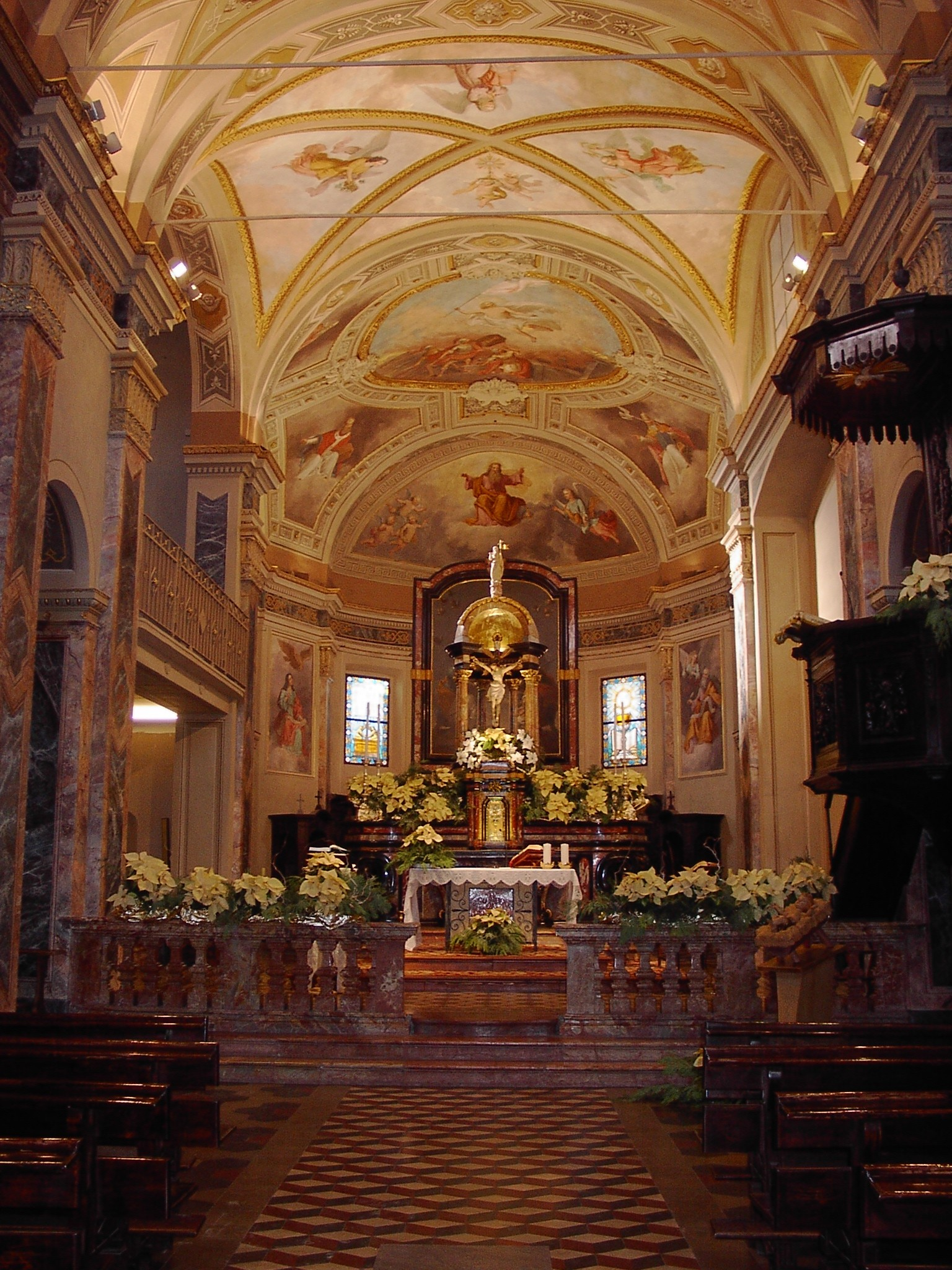
I presbiterio e l'altare maggiore, dopo i restauri.

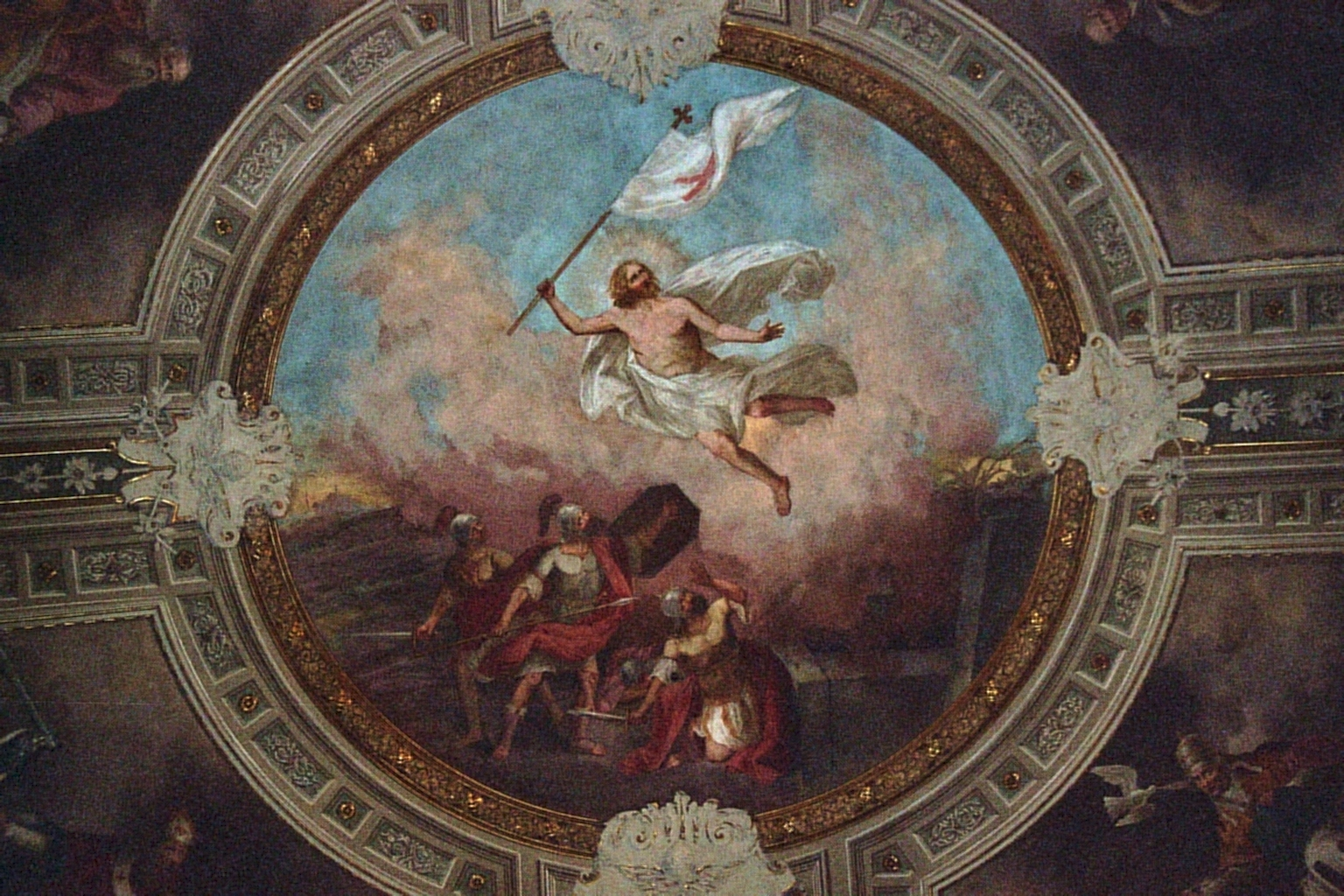
Paolo Maggi, Alessandro Pugno, la Resurrezione di Cristo, soffitto del coro.

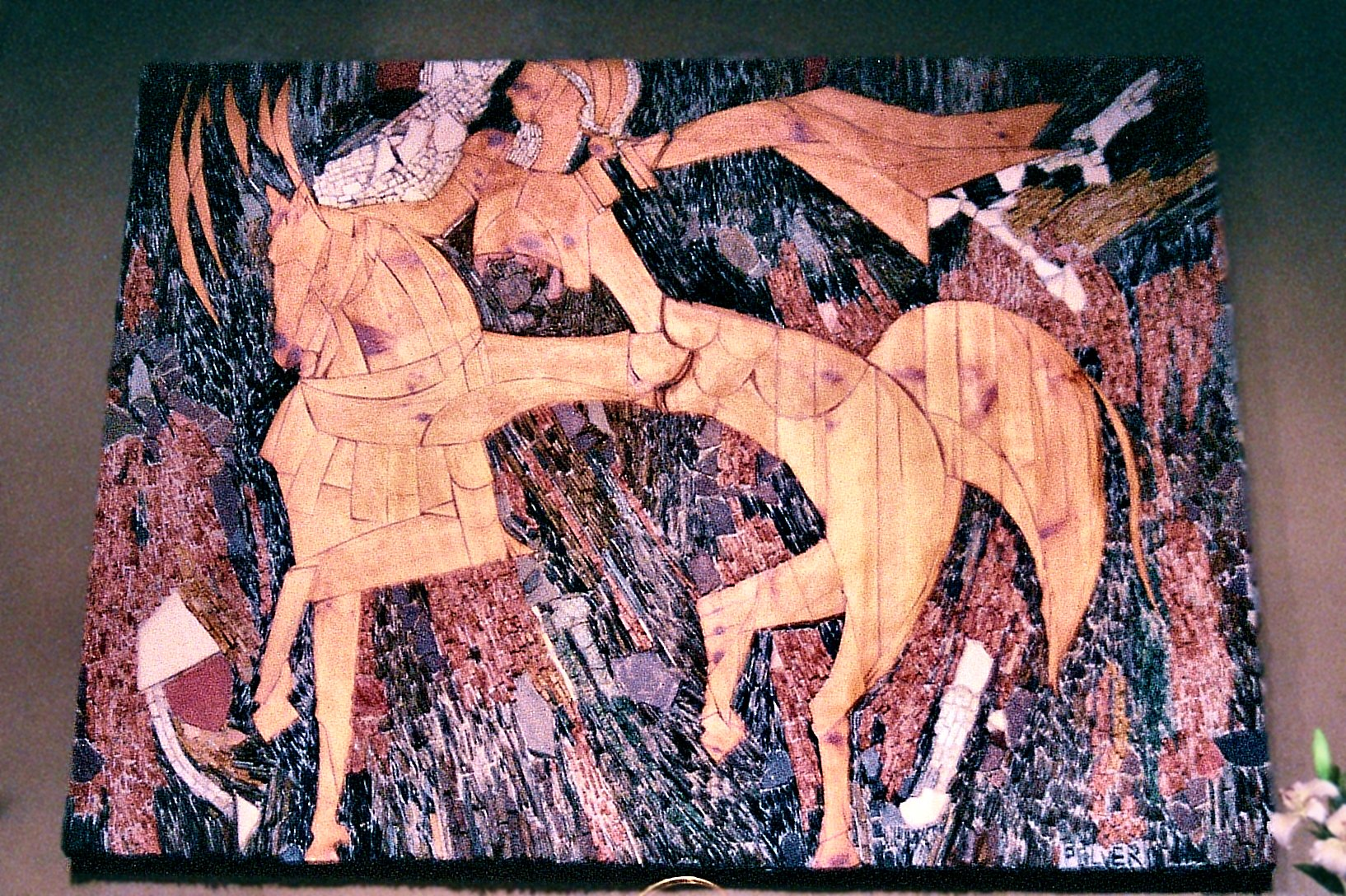
Bruno Polver, San Damiano, navata destra.

L'interno della chiesa risulta piuttosto rimaneggiato nel corso dei secoli.
Le colonne di serizzo originarie sono state stuccate e marmorizzate nell'Ottocento.
L'altare originario è stato spostato indietro nel 1911 nell'intento di allargare la chiesa. In occasione di questo intervento venne costruito il tempietto in cima all'altare, che conteneva una statua del sacro Cuore. Questa statua venne rimossa nel 1938 e posta su una mensola a sinistra dell'altare. Venne collocato invece il crocifisso ligneo attualmente visibile, opera delle famiglie di scultori Insam e Prinoth di Ortisei. Il pavimento del nuovo presbiterio è invece opera di Giuseppe Portigliotti, autore anche della Fonte della Salute.
Nel coro è custodita una grande tavola nella quale è rappresentata l'Assunta, dipinta da Giuseppe Antonio Tosi detto il Cuzzio nel 1729. In alto è rappresentata la Madonna, seduta su una nuvola con Gesù Bambino in grembo; in basso a sinistra è raffigurato san Pietro, in piedi, e san Fabiano, in ginocchio con indosso i paramenti papali; sulla destra, infine, san Paolo e san Sebastiano.
La statua della Madonna del Rosario presente sull'omonimo altare, non è originaria della chiesa: collocata nella chiesa del Carmine di Novara, fu confiscata dalle truppe napoleoniche ed infine arrivò a Fara nel 1810.
D'interesse è il pulpito ligneo datato 1614 di Bernardo Milanese, autore anche dei cinque pannelli in rilievo costituenti la balaustra.
Il soffitto, affrescato da Paolo Maggi e Alessandro Pugno tra il 1887 ed il 1888, ha rappresentato, in tre riquadri centrali, San Pietro visitato dall'angelo in carcere, l'Assunzione di Maria e San Damiano in Paradiso. Nei pennacchi sono rappresentati angeli e nei tondi corrispondenti alle finestre santi.
Sul soffitto del coro è rappresentata la Resurrezione di Cristo tra i quattro Evangelisti. in una vela, è rappresentato Dio Padre tra angeli.
L'organo, del 1802, è opera dell'organaro Eugenio Biroldi di Varese.
Nella navata destra è custodita una tavola a mosaico ed intarsio ligneo dell'artista contemporaneo Bruno Polver rappresentante San Damiano.

### Lo scurolo di San Damiano
Il fondo dell attuale cappella di San Damiano è ornato da una ricca cancellata in ferro battuto contorniata da une statue neoclassiche in terracotta dorata: quella di destra regge un ramo di palma ed una colonna, rappresentando così il Martirio; quella di sinistra regge una cornucopia affiancata da un leone, probabilmente l'Abbondanza dei doni nella Resurrezione (Leone = Cristo risorto). Di fronte alla grata, una statua di San Giuseppe con in braccio Gesù bambino del 1919.

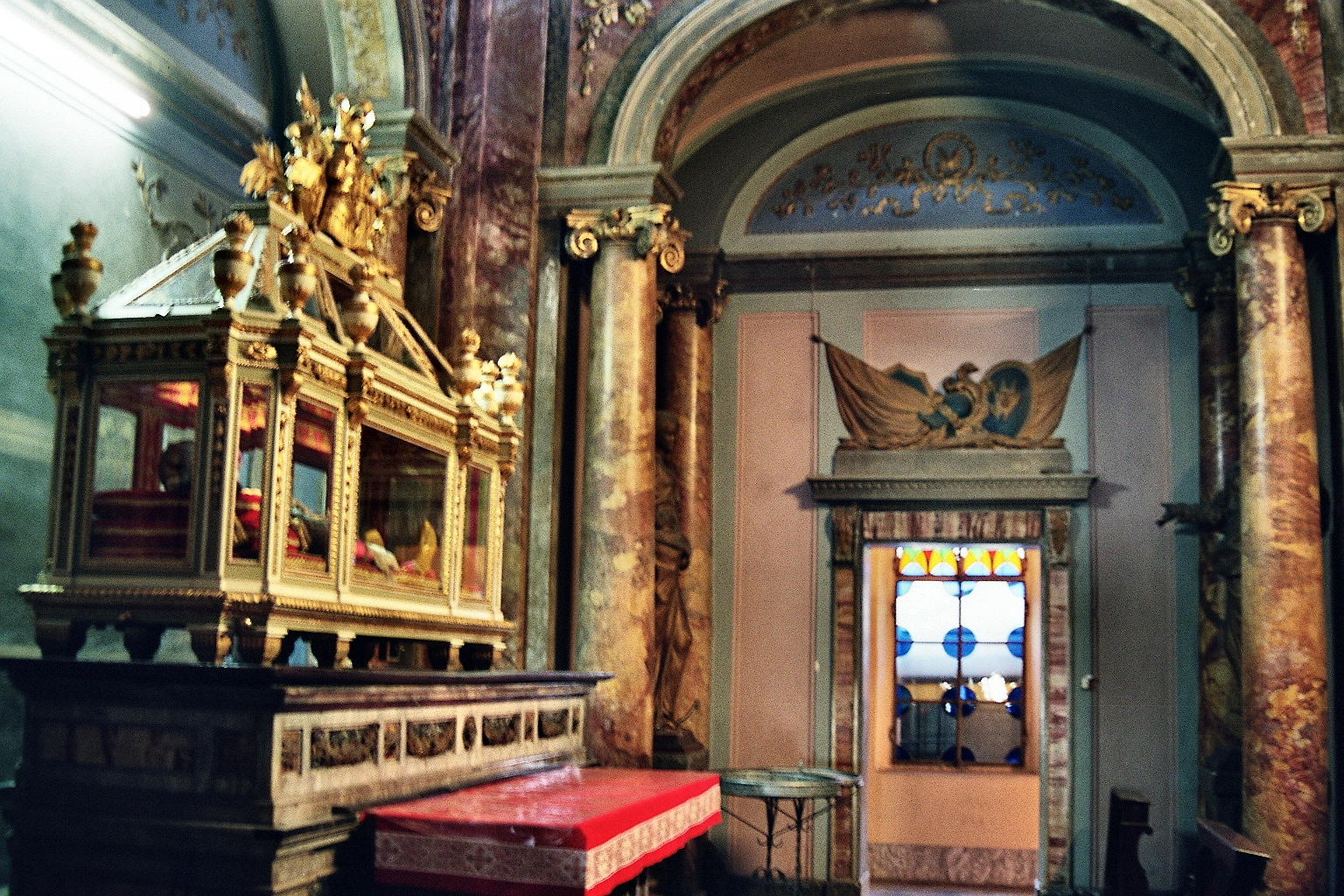
L'interno dello scurolo.

Allo scurolo si accede lateralmente, tramite un portone del 1791 fatto realizzare da Giò Bardello. Il piano pavimentale è rialzato rispetto al livello della chiesa, per accedervi si sale una rampa di scale.
Lo scurolo è di forma rettangolare, decorata con quattro colonne, stucchi e dorature di stile neoclassico. Nei pressi dei quattro spigoli sono posizionate quattro statue in terracotta imbronzata rappresentanti due delle Virtù teologali, Fede e Speranza, e due delle Virtù cardinali, Giustizia e Fortezza.
Di fronte alla grata che dà sulla chiesa, al centro della stanza, è collocata l'ara marmorea sulla quale è posta l'urna in vetro e legno dorato contenente il corpo di San Damiano, adagiato supino ed abbigliato come un soldato romano.
Lo scurolo è coperto da una volta a padiglione rettangolare, illuminata da feritoie orizzontali lungo i quattro lati nascoste dal cornicione e pressoché invisibili dal basso. La volta, dipinta tra il 1796 ed il 1798 da Gaudenzio Prinetti, è decorata da un ovale centrale rappresentante San Damiano accolto in Paradiso. Negli spicchi laterali, le Virtù ed un Cristo Ristorto.
Nello Scurolo è custodito anche un quadro su tavola ex voto. Riporta una vicenda datata 1851, di cui si è persa memoria. Il quadro rappresenta un uomo appostato su di un fienile mentre si appresta a sparare con un fucile ad un secondo uomo di schiena che sistema una carrozza. sotto l'intercessione di un terzo personaggio orante che esce dalla porta del fienile, interviene San Damiano, raffigurato in cielo in alto a sinistra, probabilmente rendendo inoffensivo il colpo.
Si tratta dell'unico ex voto conservato in ricordo di una grazia di san Damiano.
Ogni anno, a Natale, nella Parrocchiale viene realizzato un presepe monumentale, a cura dell'Associazione italiana Amici del presepio sezione di Fara Novarese.

## Galleria d'immagini

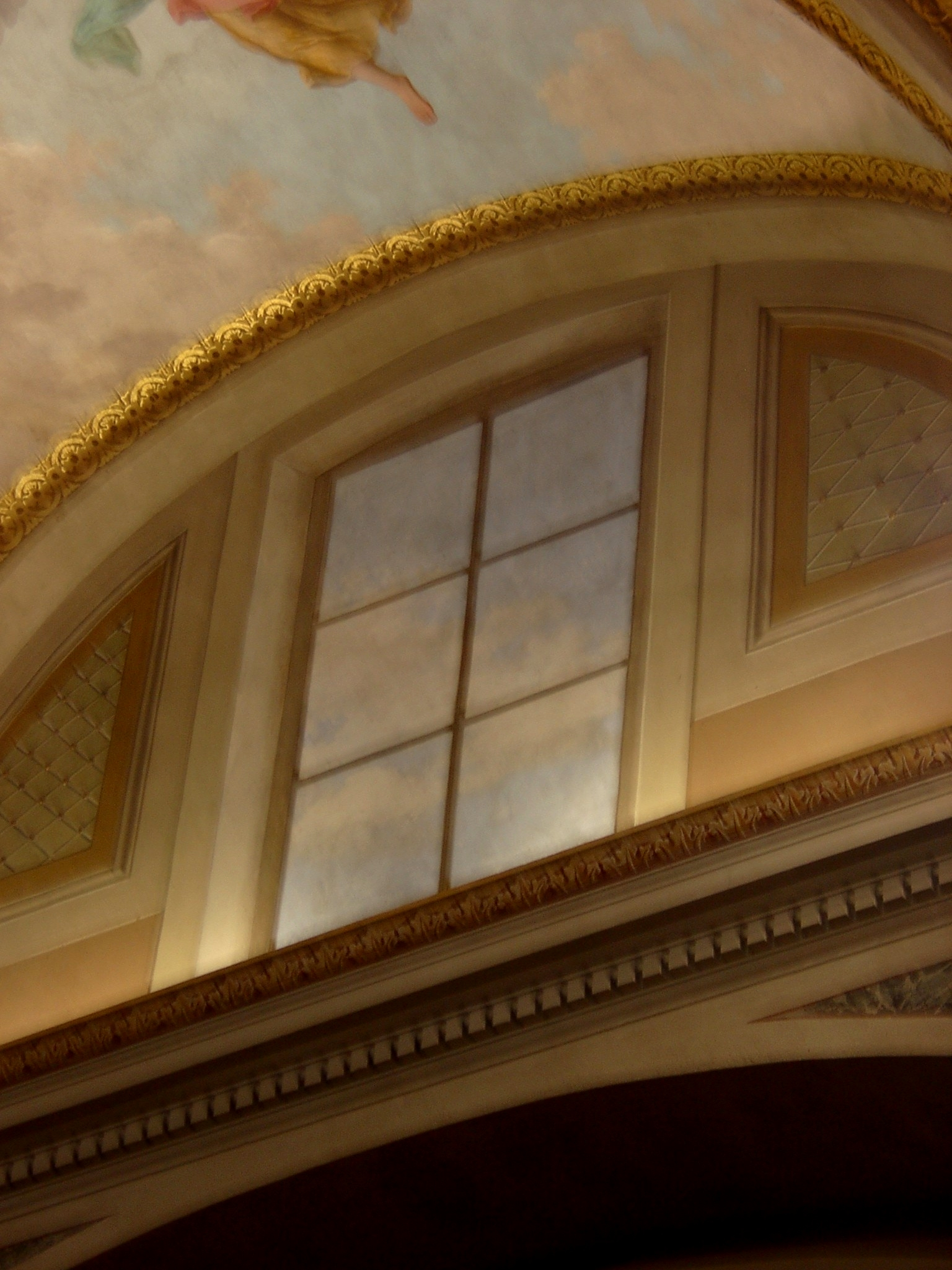
La finta finestra dipinta sulla parete destra del presbiterio, in corrispondenza del campanile, mostra la forma delle finestre al momento degli affreschi di Maggi e Pugno.
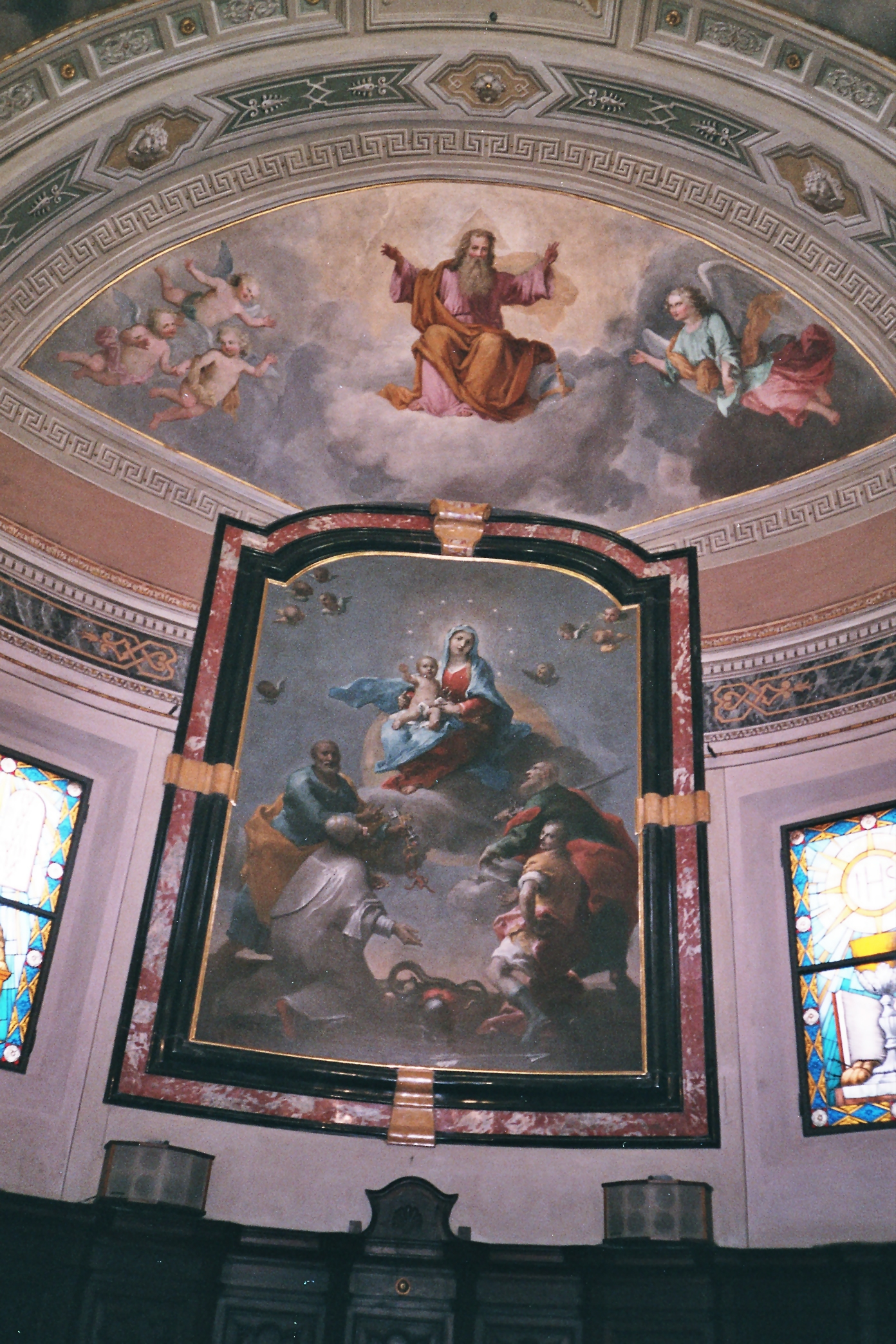
Giuseppe Antonio Tosi (il Cuzzio), L'Assunta, olio su tavola, 1729.
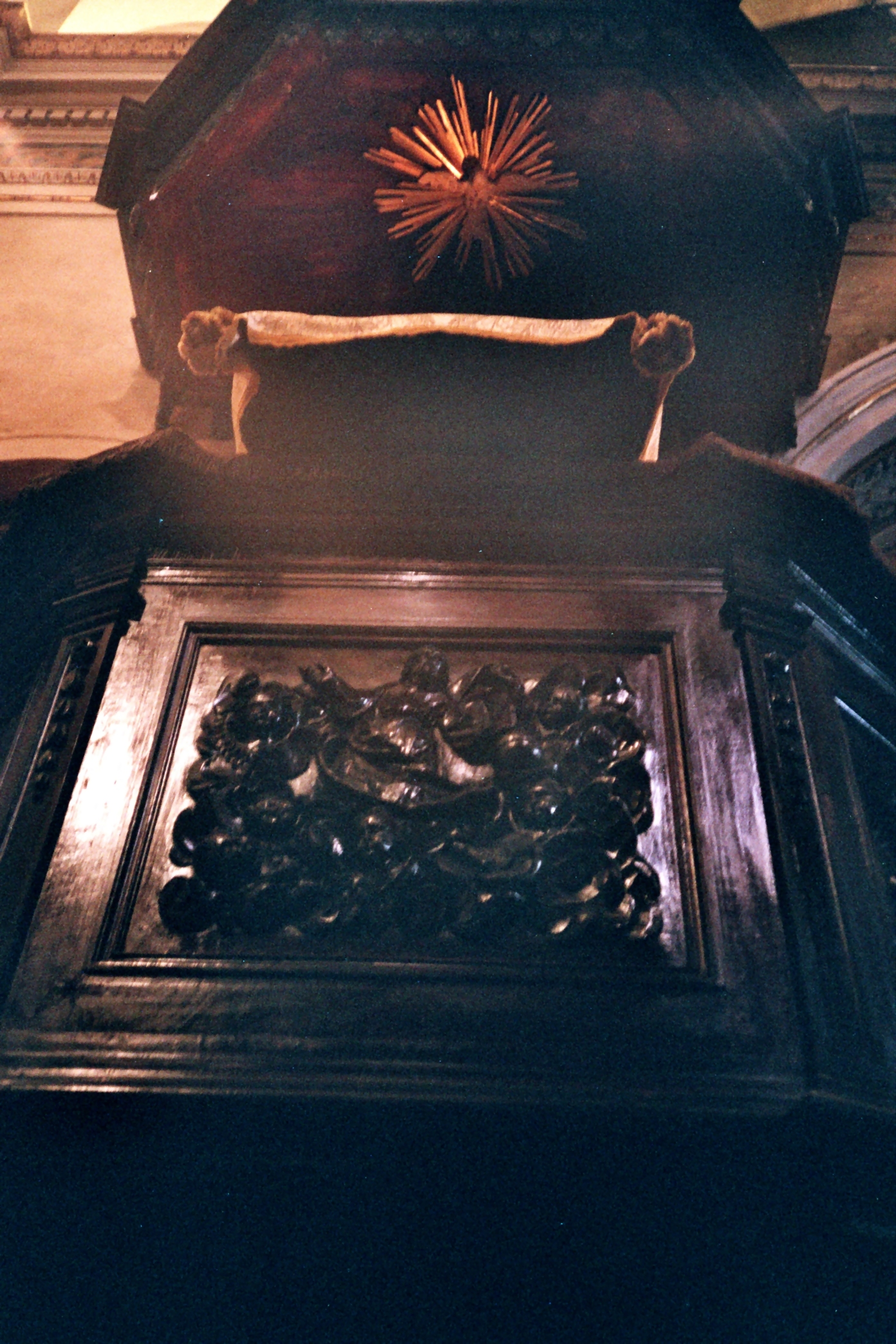
Bernardo Milanese, pulpito ligneo, 1614. Particolare dei pannelli a rilievo.
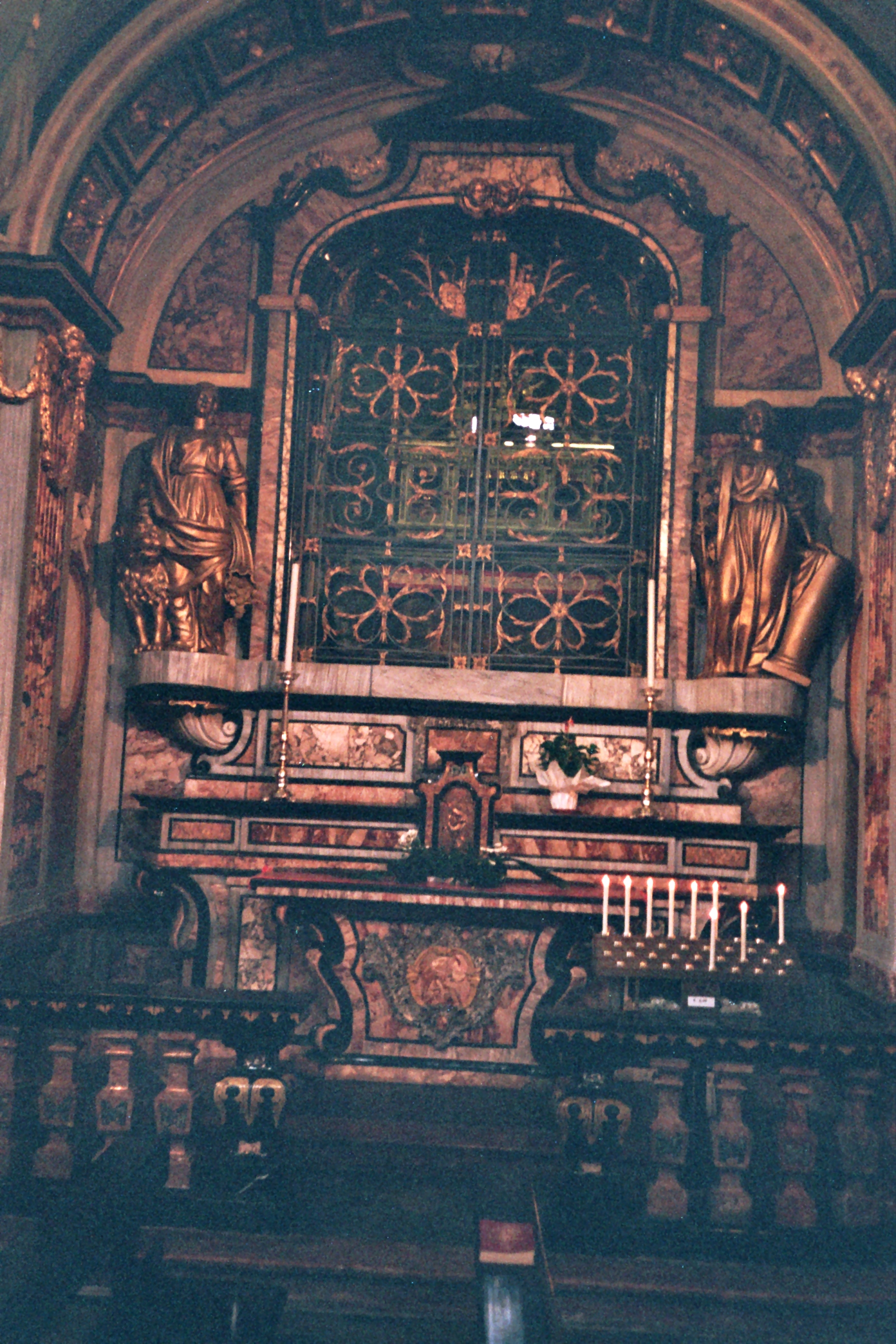
Cappella di San Damiano, con la grata che dà sullo Scurolo.
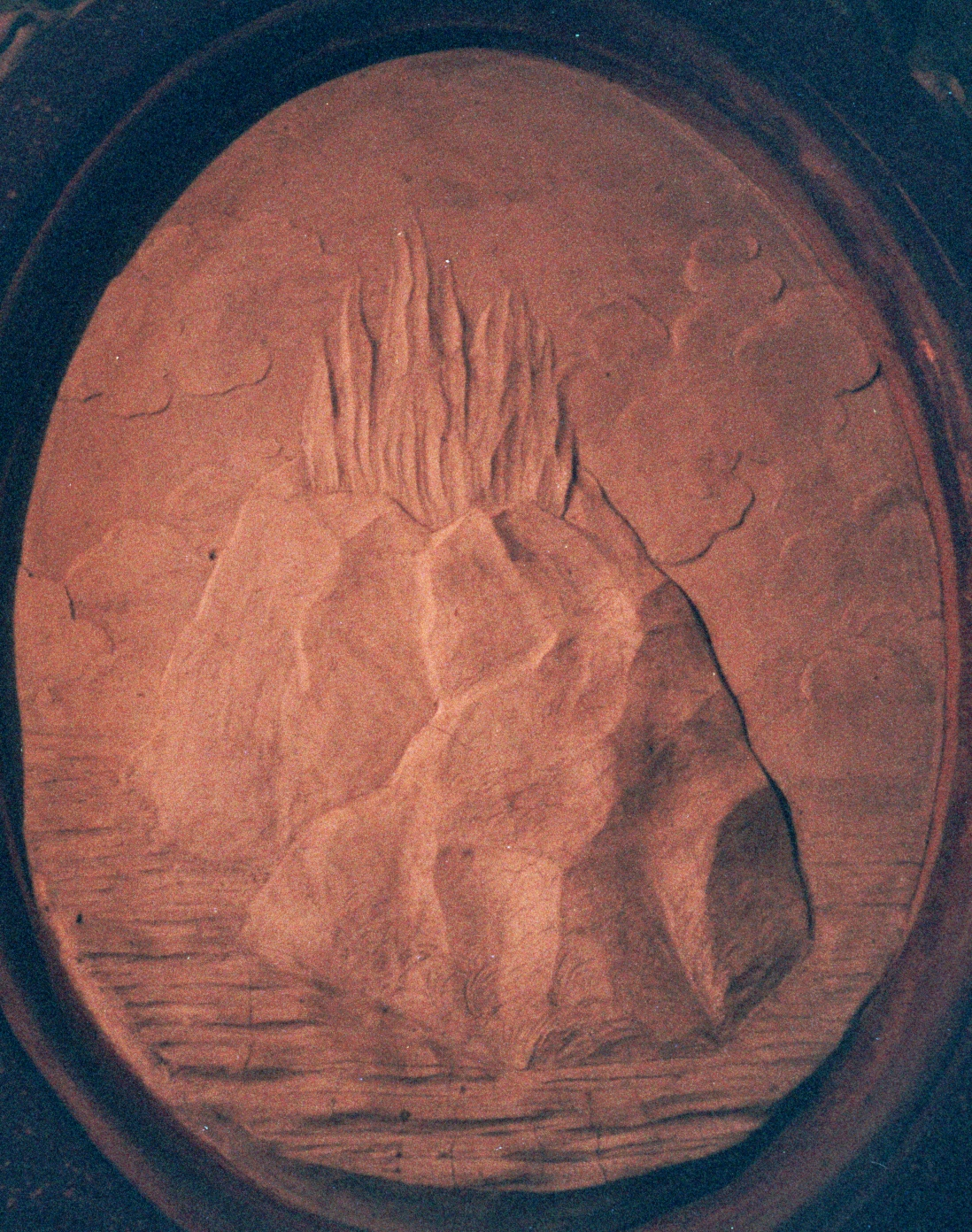
Cappella di San Damiano, particolare dell'ovale della parete sinistra, il Vulcano.
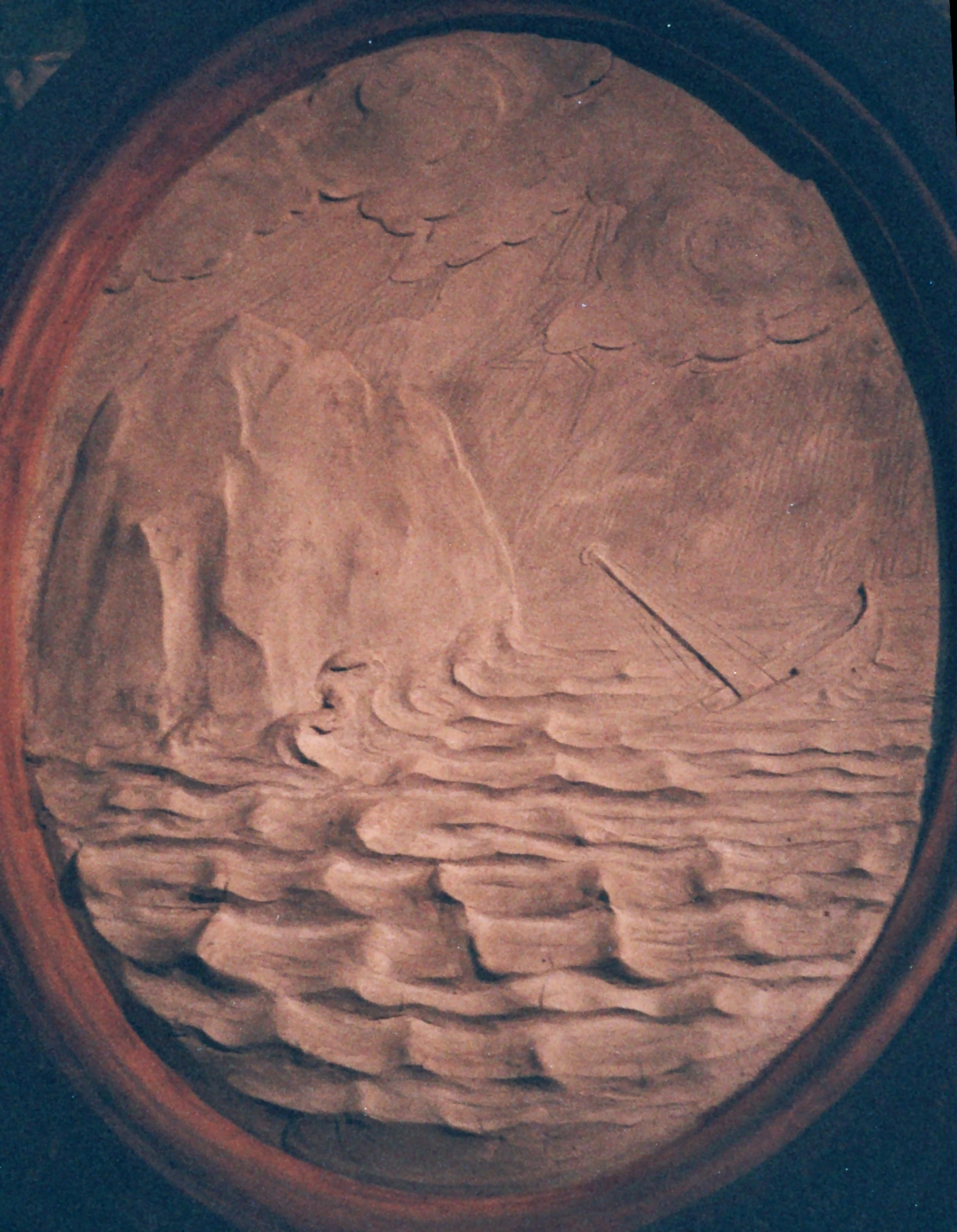
Cappella di San Damiano, particolare dell'ovale della parete destra, la Procella.
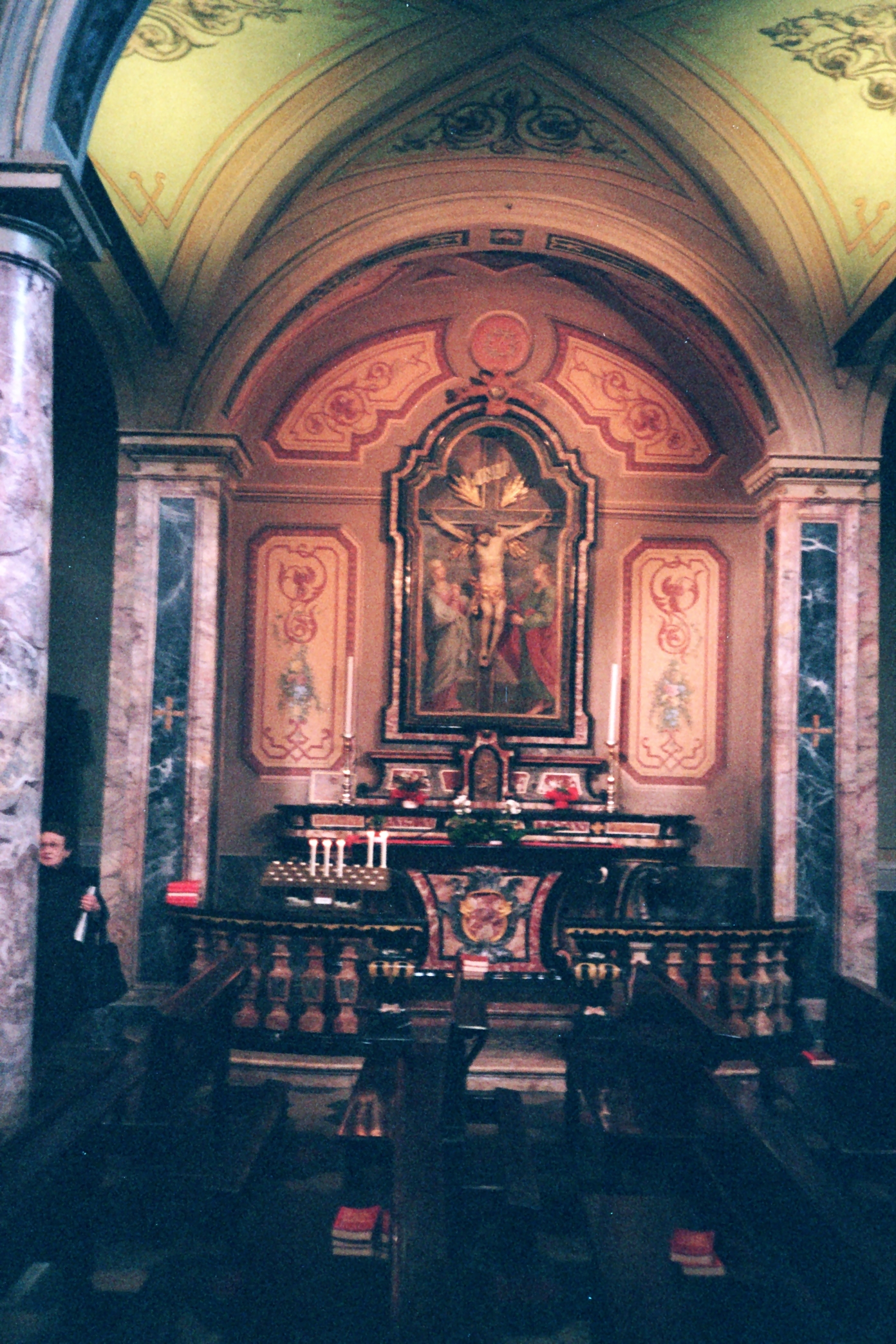
Altare del Crocifisso.
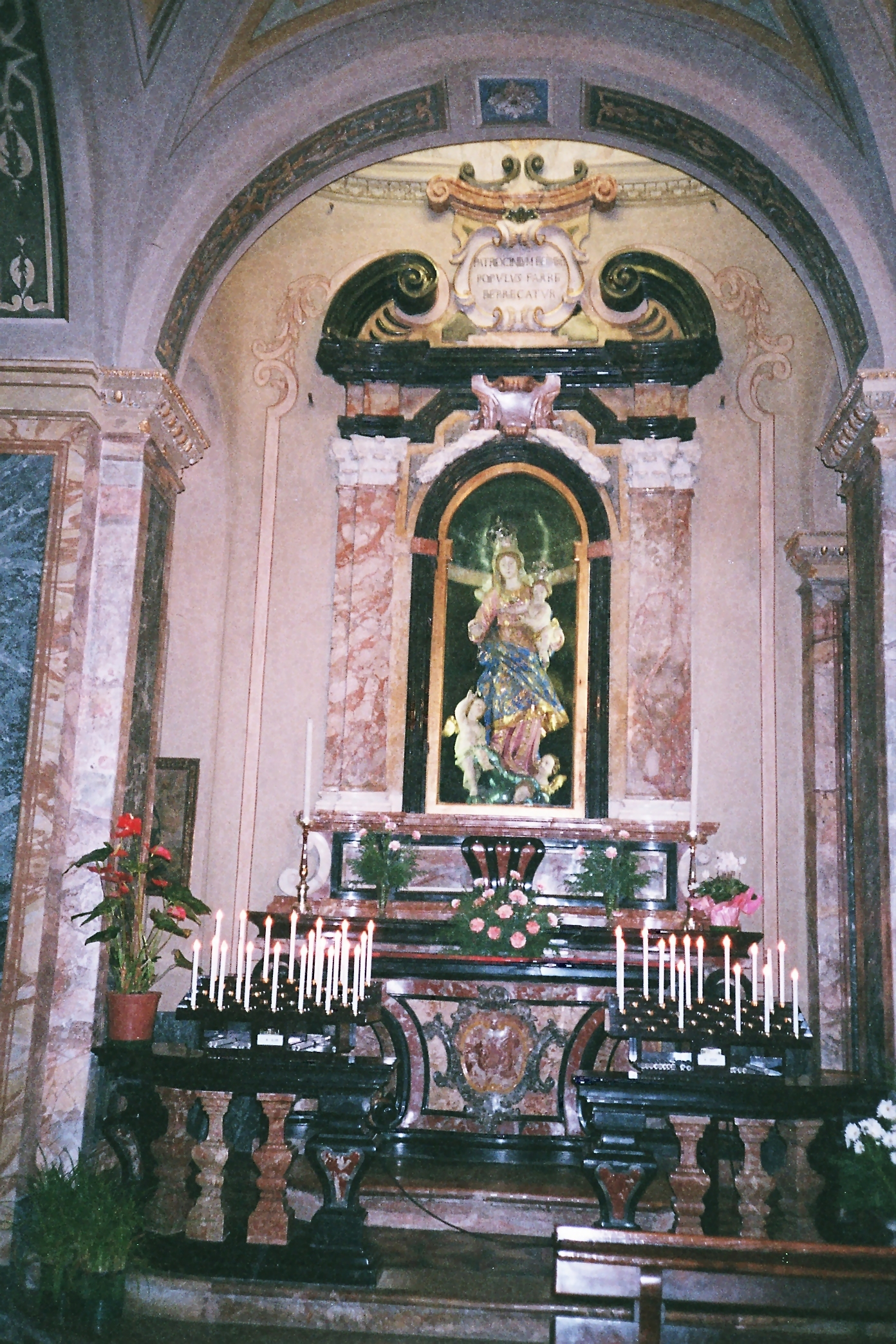
Altare della Madonna del Rosario.
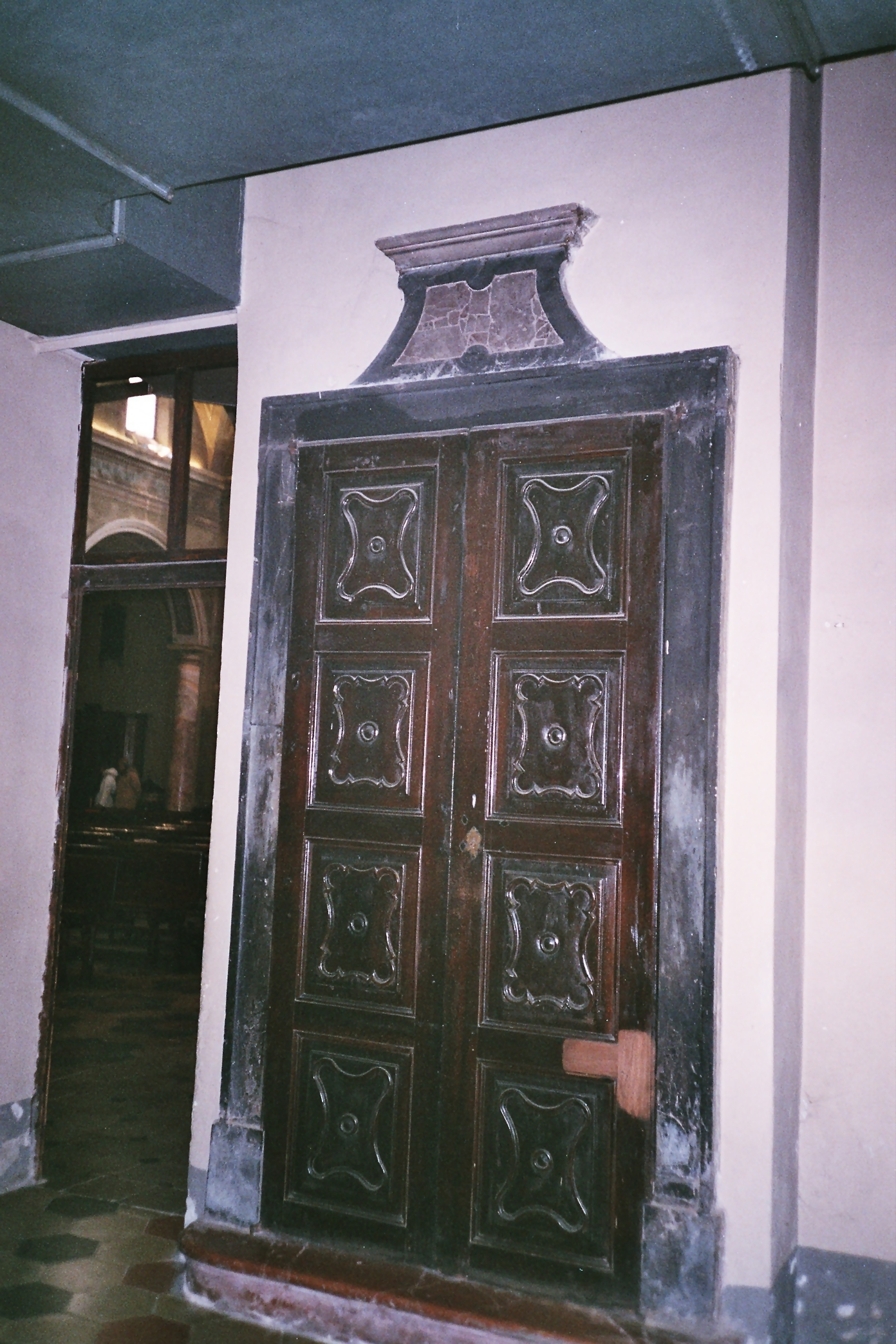
L'ingresso alla scalinata che porta allo Scurolo.
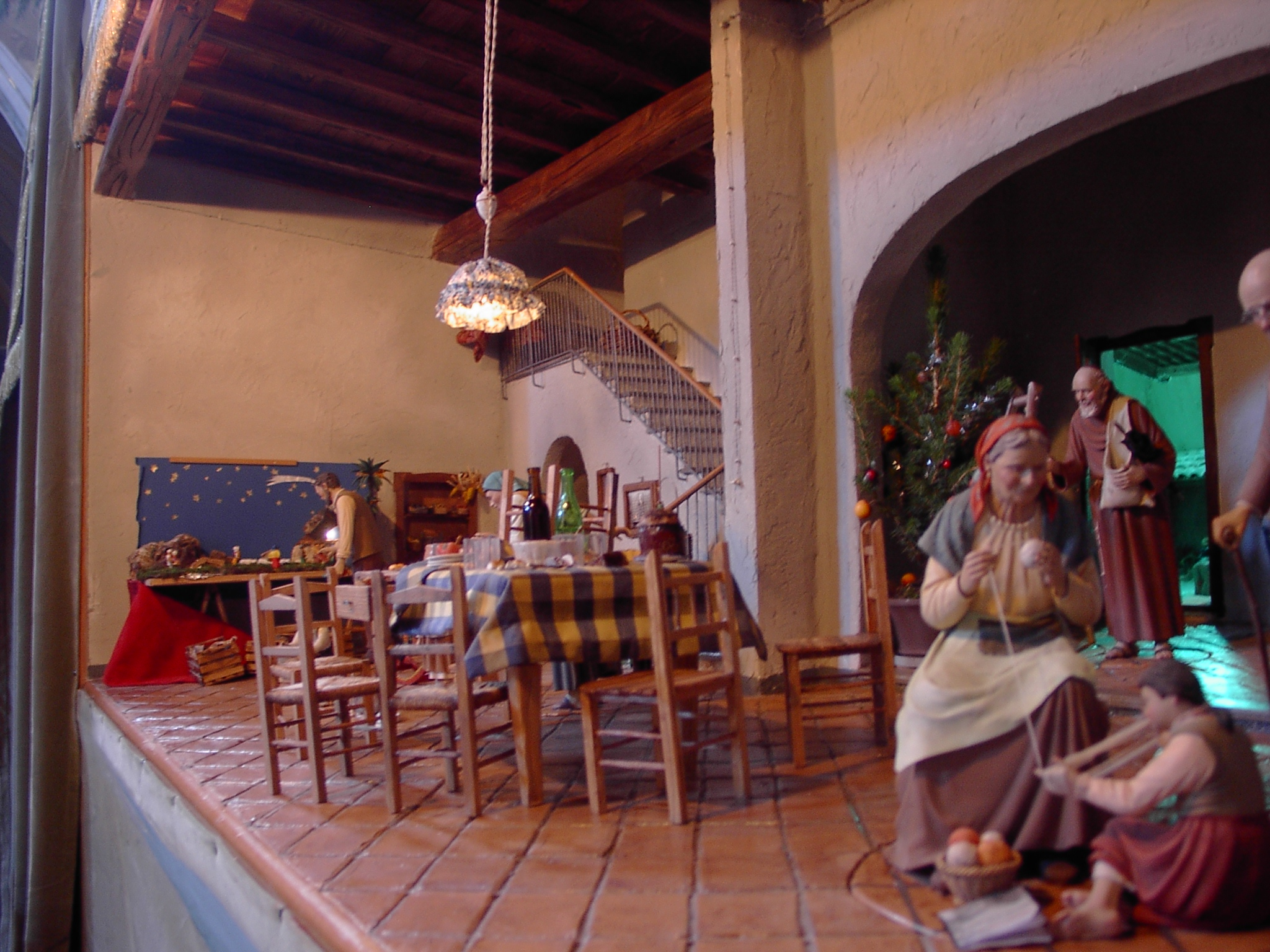
Associazione Italiana amici del Presepio sezione di Fara Novarese, il presepio del Natale 2008.
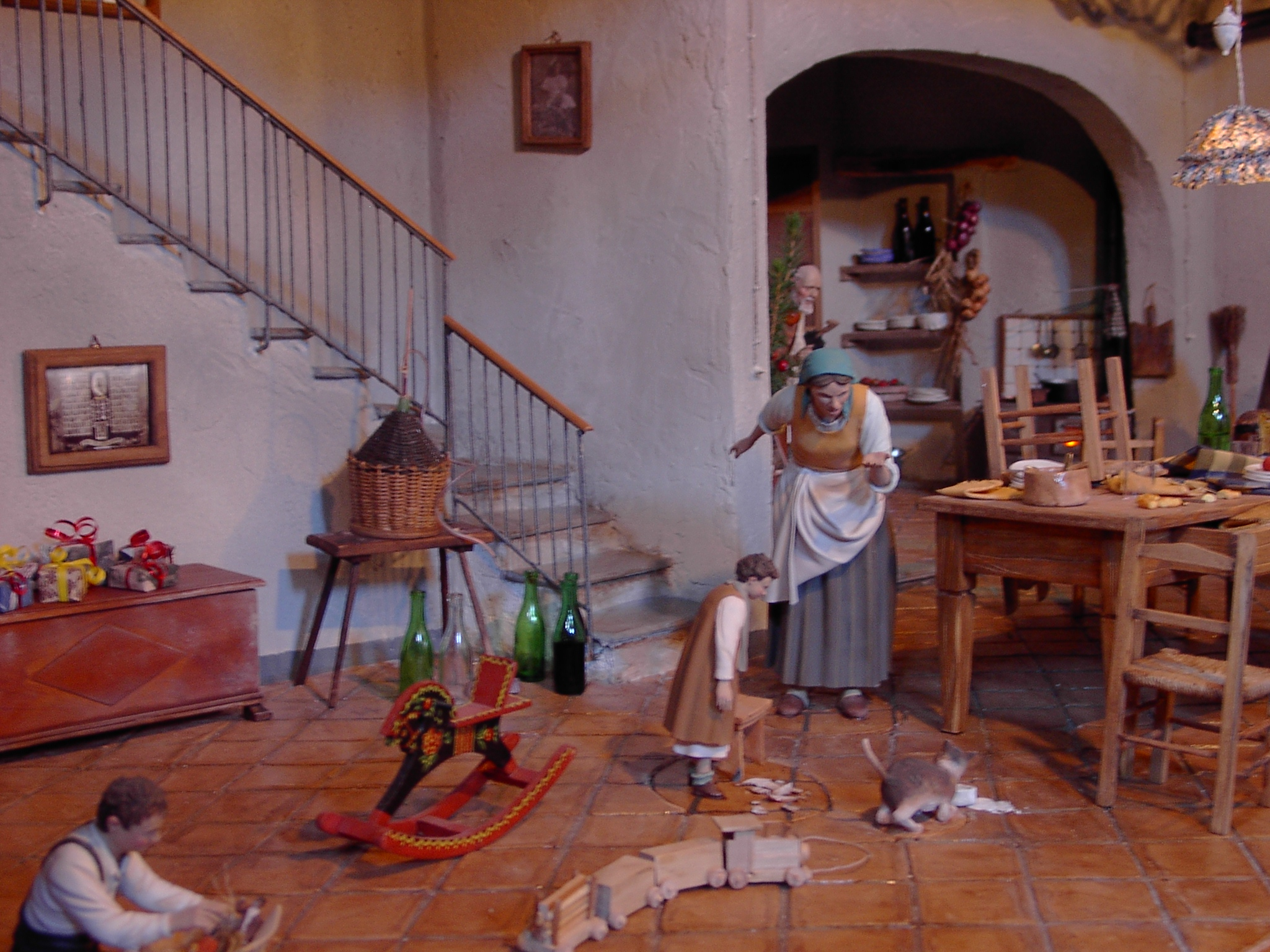
Associazione Italiana amici del Presepio sezione di Fara Novarese, il presepio del Natale 2008, particolare.
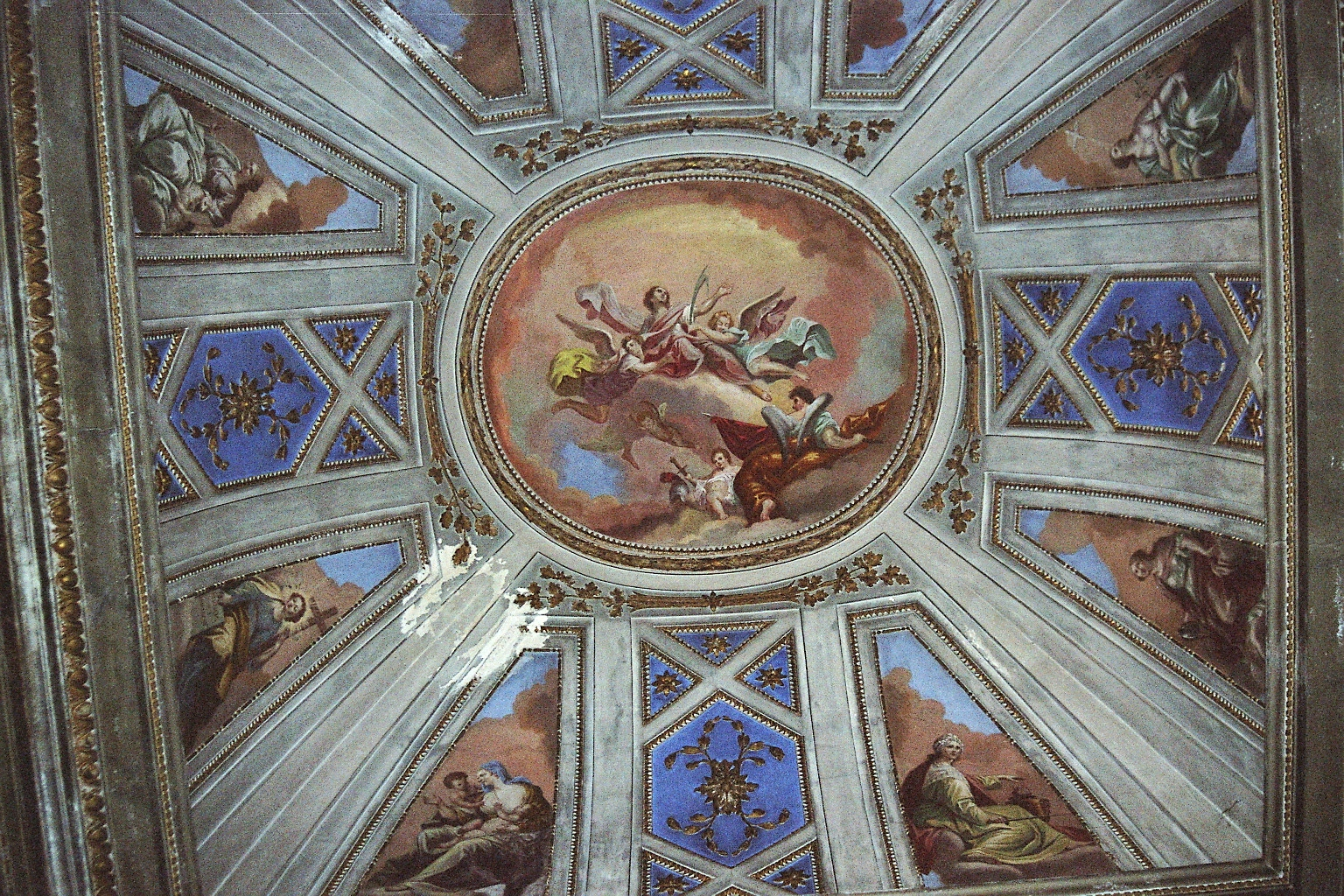
Gaudenzio Prinetti, San Damiano accolto in Paradiso, volta dello Scurolo di San Damiano, 1798